# Ракша-Вій
Ракша-Вій (рум. Racșa-Vii) — село у повіті Сату-Маре в Румунії. Входить до складу комуни Ракша.
Село розташоване на відстані 430 км на північний захід від Бухареста, 31 км на схід від Сату-Маре, 115 км на північ від Клуж-Напоки.

## Населення
За даними перепису населення 2002 року у селі проживали 297 осіб, усі — румуни. Усі жителі села рідною мовою назвали румунську.